# Michel Picquenot
Michel Picquenot (* 8. April 1747 in Montville bei Rouen; † 10. Mai 1814 in Paris) war ein französischer Kupferstecher.